# ピルッコ・マーッタ
ピルッコ・マーッタ（Pirkko Määttä、1959年3月7日 - ）は、フィンランド・北ポフヤンマー県クーサモ出身の元クロスカントリースキー選手。1980年代から1990年代に国際大会で活躍した。
1982年にクロスカントリースキー・ワールドカップにデビュー、1984年サラエボオリンピック、1988年カルガリーオリンピックでともに4×5kmリレー銅メダル、1989年に自国で開催された世界選手権では4×5kmリレー金メダル、個人10kmクラシカル走法で銀メダル、個人15kmで銅メダルを獲得する活躍を見せた。1995年の世界選手権後現役を引退した。